# Juan José Purata
Juan José Sánchez Purata (ur. 9 stycznia 1998 w San Luis Potosí) – meksykański piłkarz występujący na pozycji środkowego obrońcy, od 2024 roku zawodnik Tigres UANL.